# Pachuquilla
Pachuquilla è una città messicana nello Stato di Hidalgo , a 2.420 metri (7.940 piedi) sul livello del mare. Nel 1958, divenne la sede municipale di Mineral de la Reforma. Il nome Pachuquilla fu adottato dalla vicina città di  Pachuca de Soto e significa Piccola Pachuca in spagnolo.